# Luigi Musso
Luigi Musso (n. 28 iulie 1924, Roma, Italia – d. 6 iulie 1958, Reims, Franța) a fost un pilot de Formula 1, decedat în urma unui accident suferit în timpul Marelui Premiu al Franței din 1958.